# Бригинец, Николай Лаврентьевич
Бригинец Николай Лаврентьевич (26 июня 1904, Кривой Рог, Херсонская губерния — 25 апреля 1981, Тернополь) — советский учёный, физиолог растений. Кандидат сельскохозяйственных наук (1937). Первый ректор Тернопольского педагогического института (1969—1974).

## Биография
Родился 26 июня 1904 года в местечке Кривой Рог.
В 1925 году окончил Криворожский педагогический техникум. В 1931 году окончил Херсонский институт социального воспитания имени Н. К. Крупской. Работал учителем биологии в селе Саксагань Пятихатского района Днепропетровской области. В 1931—1932 годах — преподаватель биологии и химии рабфака в Криворожском медицинском техникуме. В 1932—1935 годах — аспирант Харьковского научно-исследовательского института растениеводства по специальности «физиология растений». В 1935—1938 годах — старший научный сотрудник Института зернового хозяйства в Днепропетровске, где в 1937 году защитил диссертацию кандидата сельскохозяйственных наук.
С марта 1938 по 1941 год — заведующий кафедрой ботаники Херсонского педагогического института, где в 1940 году утверждён в звании доцента.
В 1941 году эвакуирован на Северный Кавказ. С июля 1942 года — главный агроном райземотдела в городе Гузар Гузарского района Кашкадарьинской области Узбекской ССР. В 1943 году вернулся из эвакуации.
В 1944—1950 годах — вновь заведующий кафедрой ботаники Херсонского педагогического института, одновременно в марте-мае 1944 года — исполняющий обязанности директора.
9 февраля 1950 года приказом Министерства образования УССР № 88/К назначен на должность директора Кременецкого государственного учительского института и заведующего кафедрой естествознания и географии. В 1950—1961 годах — заведующий кафедрой ботаники Кременецкого педагогического института, в 1961—1969 годах — ректор.
В 1969—1974 годах — ректор Тернопольского педагогического института.
В сентябре 1974 года уволен по собственному желанию с должности ректора. Продолжал работать доцентом на кафедре ботаники до 1981 года.
Умер 25 апреля 1981 года в городе Тернополь.

## Научная деятельность
Автор более 50 научных работ. Основными направлениями научных исследований были анатомия и морфология растений. Изучал вопросы повышения зимостойкости озимой пшеницы, органогенеза пшеницы и её производительности.

## Награды
- Орден «Знак Почёта»;
- Орден Трудового Красного Знамени;
- Медаль «За трудовую доблесть»;
- Заслуженный работник высшей школы УССР.